# 迪伦
迪伦（德語：Düren，發音：[ˈdyːʁən]）是德国北莱茵-威斯特法伦州科隆行政区迪伦县的城市，也是迪伦县的县治，位于魯爾河畔，亚琛与科隆之间，面积85平方千米，2023年12月31日人口为93,323人。

## 友好城市
迪伦与以下城市结为友好城市：
- 奥地利 旧明斯特
- 法國 科尔梅耶
- 格拉達查茨
- 中国 金华市
- 土耳其 卡拉代尼茲埃雷利
- 乌克兰 斯特雷
- 法國 瓦朗謝訥